# Elecciones estatales de Michoacán de 2015
Las Elecciones estatales de Michoacán de 2015 se llevan a cabo el domingo 7 de junio de 2015, simultáneamente con las Elecciones federales y en ellas se renovarán los titulares de los siguientes cargos de elección popular del estado mexicano de Michoacán:
- Gobernador de Michoacán: titular del Poder Ejecutivo del estado, electo para un periodo de seis años en ningún caso reelegibles. El candidato electo fue Silvano Aureoles Conejo
- 112 ayuntamientos: Regidos por el sistema de partidos, de un total de 113 (el municipio restante, Cherán, se rige por usos y costumbres) formados por un Presidente Municipal, regidores y síndicos, electos para un periodo de tres años, no reelegibles de manera consecutiva.
- 40 diputados del Congreso del Estado: 24 electos por mayoría relativa en cada uno de los distritos electorales del estado y 16 electos por representación proporcional mediante un sistema de listas, todos para un periodo de tres años.

## Resultados electorales

### Gobernador
Los diez partidos políticos nacionales estarán en posibilidad de registrar candidatos a la gubernatura, de forma individual o mediante candidaturas comunes o coaliciones electorales.
|  | 23.84 % |

|  | 27.83 % |

|  | 36.17 % |

|  | 3.27 % |

|  | 3.83 % |

|  | 1.18 % |

|  | 0.10 % |

|  | 3.79 % |

|  | 100.00 % |

### Ayuntamientos
A continuación se muestran los resultados electorales de los 10 municipios con más votos emitidos del estado, que juntos albergan al 41.53% de los sufragios del Estado de Michoacán.

#### Ayuntamiento deMorelia
|  | 16.37 % |

|  | 23.66 % |

|  | 13.09 % |

|  | 5.05 % |

|  | 1.09 % |

|  | 2.17 % |

|  | 4,11 % |

|  | 1.35 % |

|  | 27.56 % |

|  | 0.17 % |

|  | 5.38 % |

|  | 100.00 % |

#### Ayuntamiento deUruapan
|  | 26.36 % |

|  | 23.57 % |

|  | 4.24 % |

|  | 30.35 % |

|  | 2.11 % |

|  | 1.88 % |

|  | 3.47 % |

|  | 3.59 % |

|  | 0.12 % |

|  | 4.30 % |

|  | 100.00 % |

#### Ayuntamiento deZitácuaro
|  | 15.54 % |

|  | 23.87 % |

|  | 33.06 % |

|  | 10.23 % |

|  | 2.15 % |

|  | 5.29 % |

|  | 1.75 % |

|  | 0.17 % |

|  | 2.47 % |

|  | 0.15 % |

|  | 5.31 % |

|  | 100.00 % |

#### Ayuntamiento deZamora
|  | 23.18 % |

|  | 28.58 % |

|  | 12.30 % |

|  | 18.83 % |

|  | 2.38 % |

|  | 6.13 % |

|  | 4.34 % |

|  | 0.14 % |

|  | 4.13 % |

|  | 100.00 % |

#### Ayuntamiento deLázaro Cárdenas
|  | 11.83 % |

|  | 34.93 % |

|  | 32.41 % |

|  | 2.13 % |

|  | 1.57 % |

|  | 0.81 % |

|  | 5.89 % |

|  | 1.01 % |

|  | 6.01 % |

|  | 0.16 % |

|  | 3.25 % |

|  | 100.00 % |

#### Ayuntamiento deHidalgo
|  | 24.19 % |

|  | 26.43 % |

|  | 16.13 % |

|  | 23.25 % |

|  | 1.25 % |

|  | 2.73 % |

|  | 1.70 % |

|  | 0.06 % |

|  | 4.26 % |

|  | 100.00 % |

#### Ayuntamiento deApatzingán
|  | 23.59 % |

|  | 29.09 % |

|  | 18.02 % |

|  | 10.73 % |

|  | 0.91 % |

|  | 1.95 % |

|  | 4.26 % |

|  | 7.74 % |

|  | 0.05 % |

|  | 3.66 % |

|  | 100.00 % |

#### Ayuntamiento deLa Piedad
|  | 32.87 % |

|  | 43.40 % |

|  | 9.70 % |

|  | 8.00 % |

|  | 3.51 % |

|  | 0.14 % |

|  | 3.19 % |

|  | 100.00 % |

#### Ayuntamiento dePátzcuaro
|  | 17.75 % |

|  | 19.85 % |

|  | 13.89 % |

|  | 32.26 % |

|  | 1.66 % |

|  | 3.88 % |

|  | 3.39 % |

|  | 1.68 % |

|  | 0.10 % |

|  | 5.53 % |

|  | 100.00 % |

#### Ayuntamiento deZacapu
|  | 8.48 % |

|  | 19.85 % |

|  | 3.47 % |

|  | 17.71 % |

|  | 8.04 % |

|  | 1.48 % |

|  | 28.18 % |

|  | 6.26 % |

|  | 0.84 % |

|  | 0.05 % |

|  | 4.46 % |

|  | 100.00 % |

#### Ayuntamiento deMaravatío
|  | 21.26 % |

|  | 19.45 % |

|  | 31.62 % |

|  | 2.01 % |

|  | 7.86 % |

|  | 9.43 % |

|  | 1.43 % |

|  | 2.36 % |

|  | 0.04 % |

|  | 4.53 % |

|  | 100.00 % |

#### Ayuntamiento deYurécuaro
|  | 6.98 % |

|  | 26.91 % |

|  | 26.73 % |

|  | 36.98 % |

|  | 0.06 % |

|  | 2.36 % |

|  | 100.00 % |

### Ayuntamientos
| Partido/Alianza | Partido/Alianza                                 | Municipios |
| --------------- | ----------------------------------------------- | ---------- |
|                 | PAN                                             | 8          |
|                 | PRI                                             | 9          |
|                 | PRI PVEM                                        | 20         |
|                 | PRD                                             | 7          |
|                 | PRD PT                                          | 9          |
|                 | PRD PT Humanista                                | 1          |
|                 | PRD PT Movimiento Ciudadano PANAL PES Humanista | 1          |
|                 | PRD PES                                         | 1          |
|                 | PRD Movimiento Ciudadano PES                    | 1          |
|                 | PT                                              | 3          |
|                 | PT PES                                          | 2          |
|                 | PT PANAL PES                                    | 1          |
|                 | PT Humanista PES                                | 5          |
|                 | PT Humanista                                    | 4          |
|                 | PVEM                                            | 4          |
|                 | PANAL                                           | 2          |
|                 | Independiente                                   | 1          |
|                 | Movimiento Ciudadano                            | 3          |
|                 | MORENA                                          | 1          |
| Fuente:         |                                                 |            |

### Diputados locales
| Partido/Alianza                                            | Partido/Alianza      | Diputados Mayoría relativa | Diputados Rep. Proporcional | Total | Distritos |
| ---------------------------------------------------------- | -------------------- | -------------------------- | --------------------------- | ----- | --- |
|                                                            | PAN                  | 2                          | 5                           | 7     | XVI Morelia Suroeste XVII Morelia Sureste |
|                                                            | PRI                  | 10                         | 5                           | 15    | I La Piedad IV Jiquilpan VI Zamora IX Los Reyes X Morelia Noroeste XIX Tacámbaro XX Uruapan Sur XXII Mújica XXIII Apátzingan XXIV Lázaro Cárdenas |
|                                                            | PRD                  | 9                          | 3                           | 12    | II Puruándiro III Maravatío VII Zacapú VIII Zinapécuaro XII Hidalgo XIV Uruapan Norte XV Pátzcuaro XVIII Huetámo XXI Coalcomán                    |
|                                                            | PVEM                 | 2                          | 0                           | 2     | VI Zamora XI Morelia Noreste |
|                                                            | PT                   | 1                          | 1                           | 2     | XIII Zitácuaro |
|                                                            | Movimiento Ciudadano | 0                          | 1                           | 1     | |
|                                                            | MORENA               | 0                          | 1                           | 1     | |
| Total                                                      | Total                | 24                         | 16                          | 40    | |
| Fuente: Congreso del Estado de Michoacán LXXII Legislatura |                      |                            |                             |       | |